# 14914 Moreux
14914 Moreux è un asteroide della fascia principale. Scoperto nel 1993, presenta un'orbita caratterizzata da un semiasse maggiore pari a 2,6647724 UA e da un'eccentricità di 0,0358890, inclinata di 8,65616° rispetto all'eclittica.